# Stiphodon ornatus
Stiphodon ornatus är en fiskart som beskrevs av Meinken, 1974. Stiphodon ornatus ingår i släktet Stiphodon och familjen smörbultsfiskar. Inga underarter finns listade i Catalogue of Life.